# Tranebergs IP
Tranebergs IP (volledige naam: Tranebergs Idrottsplats) was een voetbalstadion in Traneberg, een wijk van de Zweedse stad Stockholm. Het werd geopend in 1911 en in 1935 gesloten. Een jaar later werd het stadion gesloopt. Het plan was om er woningen te bouwen, dit is echter nooit doorgegaan. Anno 2015 is het een vrijetijdspark.
De lokale voetbalclub Djurgårdens IF speelde 25 seizoenen op Tranebergs IP. Als onderdeel van de Olympische Zomerspelen 1912 werden drie wedstrijden gespeeld in Tranebergs IP.

## Voetbalinterlands
| № | Datum        | Wedstrijd              | Uitslag | Competitie             | Toeschouwers |
| - | ------------ | ---------------------- | ------- | ---------------------- | ------------ |
| 1 | 29 juni 1912 | Finland – Italië       | 3 – 2   | Olympische Zomerspelen | 600          |
| 2 | 30 juni 1912 | Finland – Rusland      | 2 – 1   | Olympische Zomerspelen | 200          |
| 3 | 1 juli 1912  | Oostenrijk – Noorwegen | 1 – 0   | Olympische Zomerspelen | 200          |
| 4 | 3 juli 1912  | Noorwegen – Rusland    | 2 – 1   | Vriendschappelijk      | 200          |

Bijgewerkt t/m 31 december 2013.